# Desire (film, 1923)
Pour les articles homonymes, voir Desire.
Pour plus de détails, voir Fiche technique et Distribution.
Desire est un film américain de Rowland V. Lee sorti en 1923.

## Fiche technique
- Réalisation : Rowland V. Lee
- Scénario : Henry Roberts Symonds et John B. Clymer
- Directeur de la photographie : George Barnes
- Date de sortie : 
  - États-Unis : 1er octobre 1923

## Distribution
- Marguerite De La Motte : Ruth Cassell
- John Bowers : Bob Elkins
- Estelle Taylor : Madalyn Harlan
- David Butler : Jerry Ryan
- Walter Long : Bud Reisner
- Lucille Hutton : Mamie Reisner
- Edward Connelly : Rupert Cassell
- Noah Beery : Hop Lee
- Chester Conklin : Oland Young
- Ralph Lewis : De Witt Harlan
- Russell Simpson : Patrick Ryan
- Hank Mann : E.Z. Pickens
- Vera Lewis : Mrs. De Witt Harlan
- Nick Cogley : Patrick Ryan
- Sylvia Ashton : Mrs. Patrick Ryan
- Frank Currier : Mr. Elkins
- Lars Landers